# 19 par Patricia Kaas
19 par Patricia Kaas este cel de-al treilea album de compilație al cântăreței franceze Patricia Kaas.

## Conținut
- Primul disc:

1. „Mademoiselle chante le blues” (versiune live) — 3:35
2. „D'Allemagne” (versiune live) — 4:12
3. „Mon mec à moi” (versiunea live) — 4:25
4. „Les hommes qui passent” — 3:47
5. „Une dernière semaine à New York” — 3:00
6. „Entrer dans la lumière” — 4:05
7. „Il me dit que je suis belle” (versiune live) — 4:44
8. „Quand j'ai peur de tout” — 4:20
9. „Je voudrais la connaître” — 4:18
10. „Ma Liberté contre la tienne” — 5:03
11. „Une fille de l'Est” — 3:30
12. „If You Go Away” — 4:28
13. „Où sont les hommes” — 3:49
14. „Je le garde pour toi” — 3:21
15. „Et s'il fallait le faire” (versiunea Eurovision) — 3:02
16. „Kabaret” — 4:01
17. „Une dernière fois” — 4:32
18. „Mne Nravitsya” — 3:20
19. „Addicte aux héroïnes” — 2:17